# Religia w Etiopii

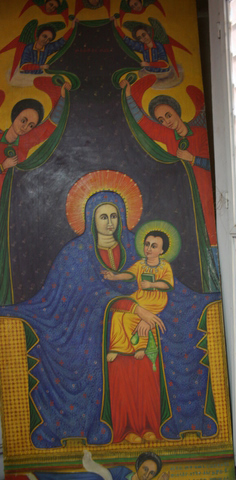
Tradycyjny obraz etiopski przedstawiający Jezusa i Marię.

Religia w Etiopii – tworzona jest przeważnie przez wyznawców rodzimych religii: prawosławie orientalne, islam i animizm. Według spisu powszechnego przeprowadzonego w 2007 roku, ponad 32 miliony osób (43,5%) należało do etiopskiego kościoła ortodoksyjnego, ponad 25 milionów (33,9%) było muzułmanami, ponad 14 milionów (18,6%) było protestantami, a mniej niż 2 miliony (2,6%) wyznawało tradycyjne wierzenia.
Królestwo Aksum w dzisiejszej Etiopii i Erytrei było jednym z pierwszych państw chrześcijańskich na świecie, które oficjalnie przyjęło chrześcijaństwo jako religię państwową w IV wieku.

## Religie Abrahamowe
Etiopia ma bliskie związki historyczne z wszystkimi trzema głównymi światowymi religiami abrahamowymi. Chrześcijanie stanowią większość populacji. Islam jest drugą religią, z 33,9% wyznawców wśród ludności. Etiopia jest miejscem pierwszej hidżry w islamskiej historii i najstarszą muzułmańską osadą w Afryce w Negash. Aż do 1980 roku w Etiopii mieszkała znaczna liczba Żydów. Kraj jest także duchową ojczyzną religijnego ruchu Rastafari, który ma wpływy panafrykanizmu i rozpowszechnia etiopskie trójkolorowe flagi, oraz muzykę Reggae. Chrześcijanie żyją w górach, podczas gdy muzułmanie i wyznawcy tradycyjnych religii afrykańskich zwykle zamieszkują nizinne tereny na wschodzie i południu kraju.

## Chrześcijaństwo

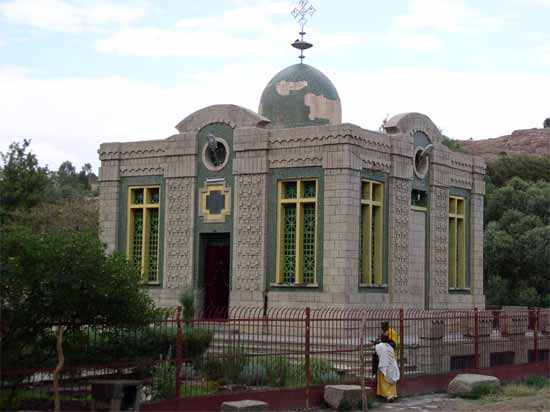
Etiopski Ortodoksyjny Kościół Najświętszej Marii Panny z Syjonu.

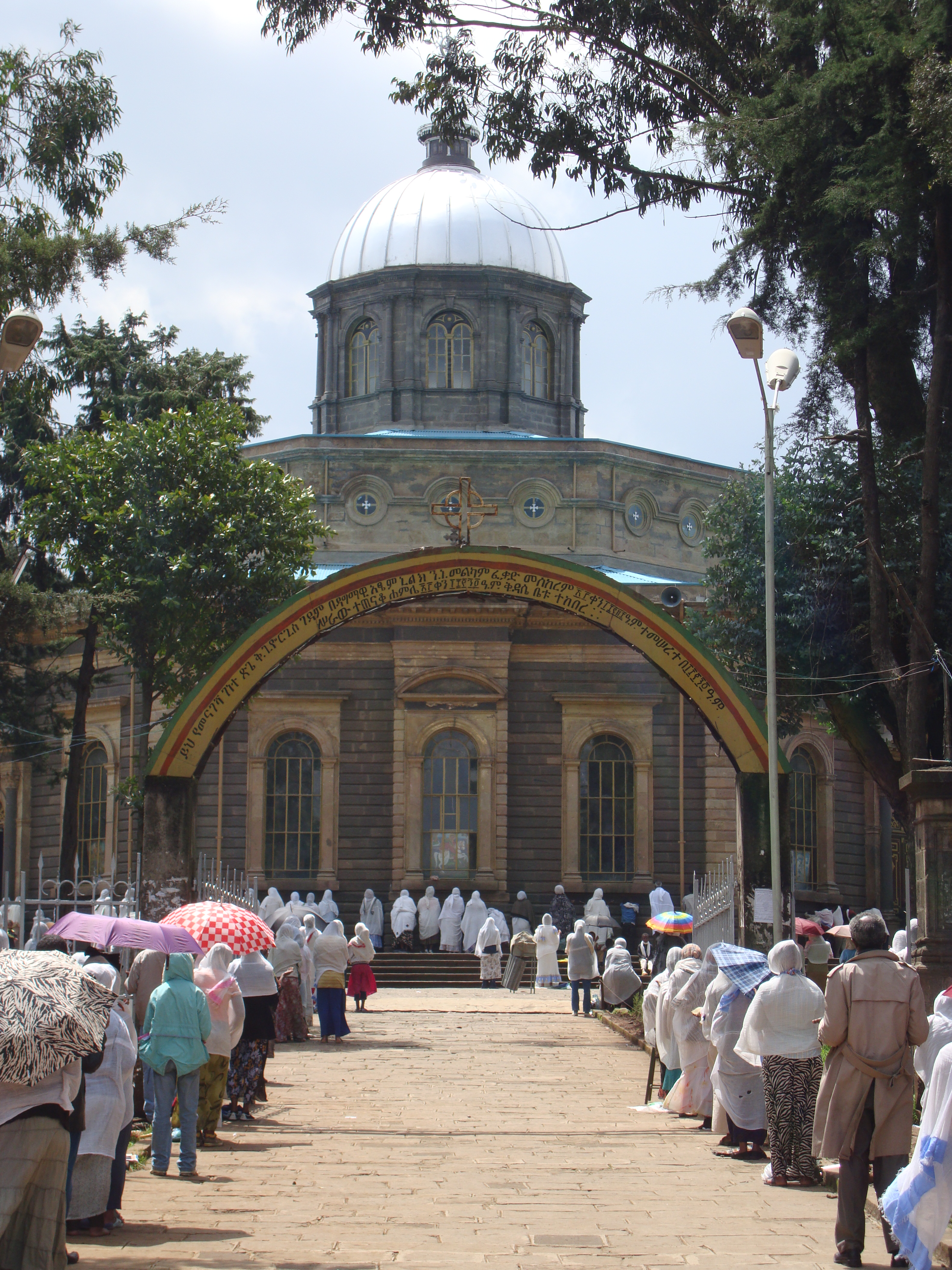
Katedra św. Jerzego w Addis Abebie.

Etiopia po Gruzji i Armenii jest najstarszym państwem chrześcijańskim na świecie. Etiopski Kościół Ortodoksyjny (Kościoły orientalne), który jest największym wyznaniem chrześcijańskim w Etiopii (twierdzi że 50% ludności Etiopii jest członkami Kościoła) był częścią Koptyjskiego Kościoła Ortodoksyjnego do 1959 r., z którego została tylko jedna pre-kolonialna cerkiew w Afryce Subsaharyjskiej. Mówi się, że w Etiopii zmarł Apostoł Mateusz.
Według najnowszego spisu ludności z 2007 roku, chrześcijanie stanowią 62,8% ogółu ludności, przy czym obecnie największą grupę stanowi Etiopski Kościół Ortodoksyjny – 43,5%, następnie protestanci – 18,6% (przede wszystkim Kościół Słowo Życia Kale Heywet, Etiopski Kościół Ewangelicki Mekane Yesus) i katolicy – 0,7%. Według Departamentu Stanu USA ponad 50% mieszkańców kraju jest chrześcijańska (40–45% należy do kościoła przedchalcedońskiego, a ok. 10% to członkowie innych grup chrześcijańskich, głównie ewangelikalnych i zielonoświątkowych).
Przedchalcedońscy chrześcijanie etiopscy dominują w Tigraj (95,6%) i Amhara (82,5%), podczas gdy większość protestantów żyje w Regionie Narodów, Narodowości i Ludów Południa (55,5% mieszkańców), oraz w Oromia (4,8 miliona – 17,7%).
Królestwo Aksum było jednym z pierwszych krajów świata, który oficjalnie przyjął chrześcijaństwo, kiedy Frumencjusz z Aksum, zwany Fremnatos lub Abba Selama („Ojciec Pokoju”) w Etiopii, nawrócił króla Ezana w IV wieku naszej ery. Wielu wierzy, że ewangelia odwiedziła Etiopię jeszcze wcześniej, przez królewskiego urzędnika, eunucha ochrzczonego przez Filipa ewangelistę (jeden z dwunastu Apostołów) co jest opisane w ósmym rozdziale Dziejów Apostolskich (Dz 8:26-39). Wspomniany Etiopczyk zajmował odpowiedzialne stanowisko, polegające na zarządzaniu całym skarbcem królowej etiopskiej, której autor Dziejów nadaje nazwę kandake (kandake oznacza również tytuł przyznawany władcom Etiopii, odpowiadający egipskiemu tytułowi faraona). Krótki dialog między nimi odzwierciedla nauczanie katechetyczne udzielane przez Filipa i kończy się przyjęciem chrztu przez Etiopczyka. Prawosławne chrześcijaństwo ma w Etiopii długą historię, sięgającą I wieku n.e. i dominuje w północnej i środkowej Etiopii. Zarówno prawosławne i protestanckie chrześcijaństwo ma duże wpływy w południowej i zachodniej Etiopii. Od XVIII wieku istnieje stosunkowo mały (unicki) etiopski Kościół katolicki w pełnej komunii z Rzymem, wierni Kościoła katolickiego stanowią mniej niż 1% całej populacji.
Interpretacja ustępu Dziejów Apostolskich (10,36n.) a konkretnie fragmentu następującego po spotkaniu Piotra z Korneliuszem, gdy Piotr wygłasza mowę, wzbudza kontrowersje. Łukasz chce podkreślić, że Jezus jest namaszczony, czyli jest Chrystusem, który otrzymuje mesjanistyczne namaszczenie, odnoszące się do jego ludzkiej natury. Po wcieleniu Słowo miał naturę ludzką, różną od natury boskiej. To stwierdzenie pewnym etiopskim środowiskom wydawało się antymonofizyckie i powstała grupa tzw. unionistów. Inspiratorami tych sporów doktrynalnych byli szczególnie mnisi należący do różnych klasztorów i przestrzegający innych reguł.
Nazwa „Etiopia” (hebr. Kush) jest licznie wymieniana w czasach biblijnych (37 razy w wersji Biblii króla Jakuba). Abisynia jest również wymieniana w Koranie i hadisach.

## Islam

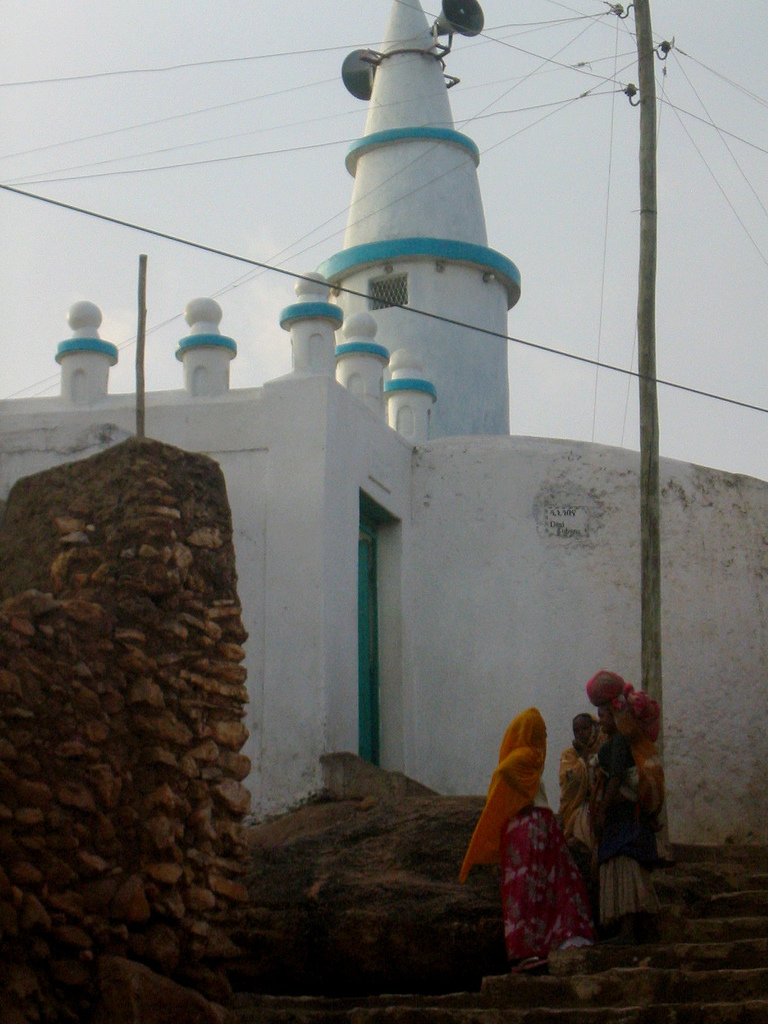
Meczet w Harar.

Islam w Etiopii ma swoje początki od założenia tej religii w 615 roku, kiedy to grupa muzułmanów doradziła Mahometowi, podróż do Etiopii przez dzisiejszą Erytreę, którą rządził pobożny król chrześcijański Aṣḥama ibn Abjar aby uniknąć prześladowań w Mekce. Ponadto, Bilal ibn Ribah pierwszy muezin, osoba wybrana do wzywania wiernych na modlitwę i jeden z czołowych towarzyszy Mahometa, pochodził z Abisynii (Erytrea, Etiopia). Największą grupą niearabską towarzyszącą Mahometowi w podróży stanowili Etiopczycy.
Według najnowszych danych rządowych z 2007 roku, muzułmanie stanowią 33,9% populacji, w porównaniu z 32,8% w 1994 roku. Departament Stanu USA jednak szacuje że muzułmanie stanowią około 40–45% populacji. Większość etiopskich muzułmanów to sunnici, a niektórzy należą do różnych grup sufi. Islam po raz pierwszy przybył do Etiopii w 614 roku w pierwszej migracji do Abisynii. Addis Abeba stolica Etiopii, jest domem dla około 1 miliona muzułmanów. Podczas gdy wierzących można spotkać w prawie każdym środowisku, islam jest najbardziej rozpowszechniony w regionach Somali (98,4%), Afar (95,3%) i Oromia (47,5%).

## Judaizm

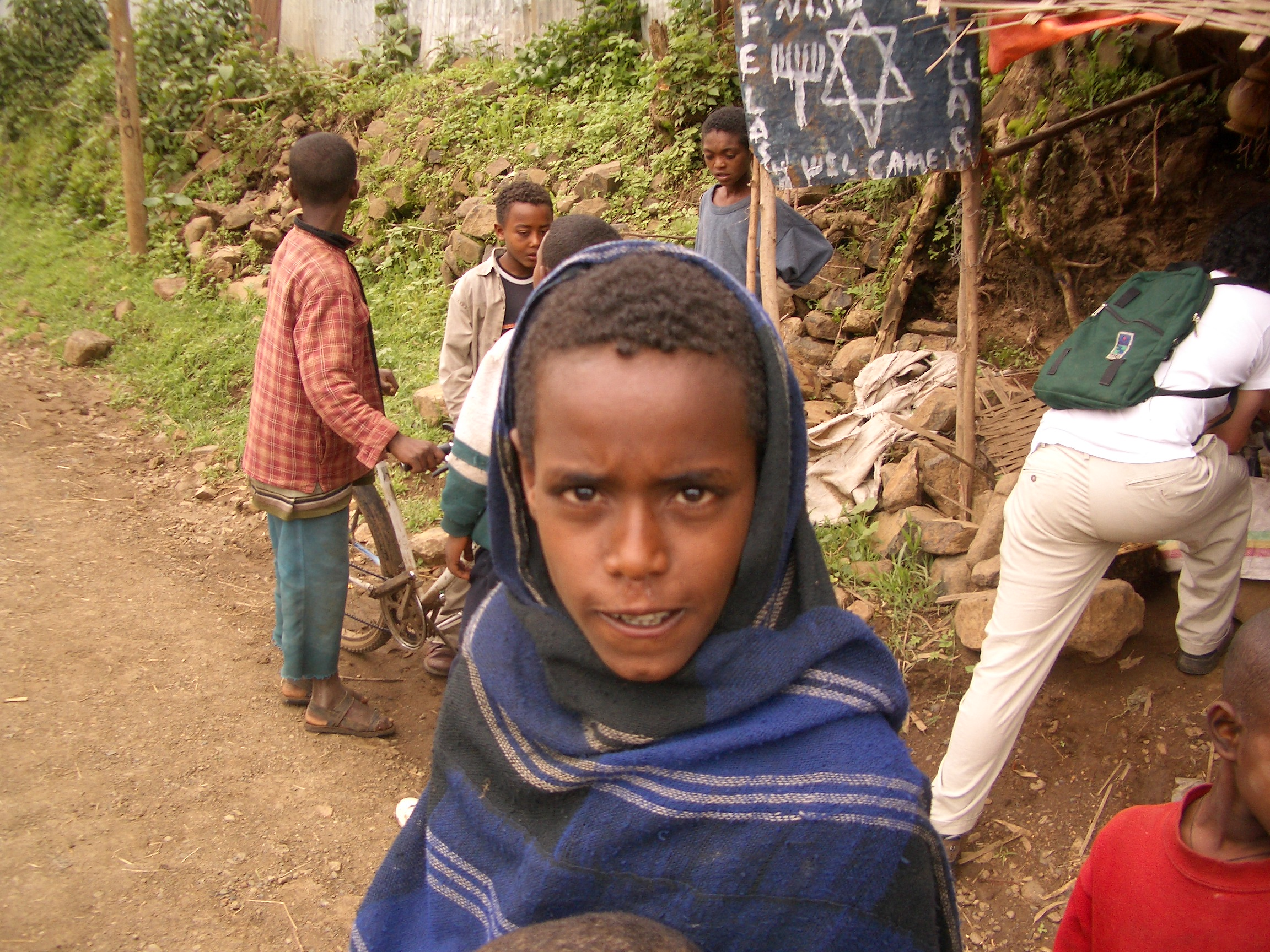
Dzieci żydowskie w Etiopii.

Felaszowie znani jako Czarni Żydzi są długo izolowaną grupą afrykańskich Żydów, którzy żyli w Etiopii już od starożytności. Ich istnienie było nieznane w świecie zewnętrznym przez wiele lat, tak iż oni sami byli nieświadomi istnienia innych żydowskich grup spoza własnej społeczności. Stali się znani na Zachodzie w wieku XIX i XX. W 1975 roku zostali przyjęci jako Żydzi przez rząd izraelski. Potem poprzez Operację Mojżesz i Operację Salomon, przeprowadzone w 1984 i 1991, przetransportowano drogą powietrzną zdecydowaną większość ludności żydowskiej z Etiopii do Izraela, gdzie istnieje obecnie populacja 150.000 Czarnych Żydów. Mała społeczność żydowska nadal istnieje w Etiopii, choć składa się głównie z Falash Mura (22.000) i etiopskich Żydów, którzy nawrócili się na chrześcijaństwo w przeszłości i jako tacy, nie zostali uznani za Żydów przez państwo Izrael.

## Animizm
Szacuje się według spisu z 2007 roku, że 2,6% populacji Etiopii wyznaje tradycyjne wierzenia animistyczne (spadek z 4,6% w 1994 r.). Największa liczba wyznawców tradycyjnych wierzeń jest w SNNPR (około 993.000 ludzi) i Oromia (895.000).

## Bahaizm
Bahaizm w Etiopii ma swoje początki w 1916 roku, kiedy to 'Abdu'l-Bahá, założyciel bahaizmu pisał listy w celu zachęcenia do przyjęcia religii. Bahaizm przyszedł do Etiopii z Egiptu i został wprowadzony w 1933 roku. Rok później, w listopadzie 1934 roku, powstało pierwsze bahaistyczne Lokalne Zgromadzenie Duchowe w Addis Abebie. Według danych z 2005 roku szacuje się ok. 27.000 bahaistów

## Rastafari
Etiopia jest duchową ojczyzną ruchu Rastafari, którego wyznawcy uważają Etiopię za Syjon. Rastafari widzą cesarza Haile Selassie I, jak Jezusa, uważają go za wcielenie Boga. Cesarz sam jest etiopskim prawosławnym chrześcijaninem, który posiada również koncepcję Syjonu, chociaż inną do tej z ruchu Rastafari. Uważa Etiopię jako bastion chrześcijaństwa pośród muzułmanów i innych religii, wielki jak góra Syjon w Biblii. Góra Syjon jest również stosowana w odniesieniu do Aksum, starożytnej stolicy i centrum religijnego etiopskich prawosławnych chrześcijan.

## Wolność religijna
Wolność religijna jest gwarantowana przez konstytucję z 1995 roku, choć w niektórych miejscowościach, ta praktyka nie zawsze jest przestrzegana. Nie ma religii państwowej, jest zabronione tworzenie partii politycznych opartych na religii, a wszystkie grupy religijne są zobowiązane do zarejestrowania się (i do odnowienia swojej rejestracji raz na trzy lata). Przestępstwem w Etiopii jest podburzanie jednej religii ku drugiej. Istnieje pewne napięcie między członkami etiopskiego kościoła prawosławnego i chrześcijan protestanckich, jak również między kościołem prawosławnym a muzułmanami. Według Funduszu Barnaba, po sporze marca 2011 roku zostało podpalone 55 kościołów przez muzułmanów w Strefie Jimma.

## Statystyki
Dane statystyczne według książki Patricka Johnstona i Jasona Mandryka pt. „Operation World”, z 2010 roku, kiedy Etiopia liczyła 85 milionów mieszkańców:
| Religie/kościoły                                         | Liczba wiernych | Procent ludności |
| -------------------------------------------------------- | --------------- | ---------------- |
| Etiopski Kościół Ortodoksyjny                            | 33,58 mln       | 39,5%            |
| Islam                                                    | 28,977 mln      | 34,1%            |
| Kale Heywet                                              | 6,5 mln         | 7,6%             |
| Mekane Yesus (luteranizm)                                | 5,28 mln        | 6,2%             |
| Animizm                                                  | 3,144 mln       | 3,7%             |
| Etiopski Kościół Apostolski (zielonoświątkowcy)          | 970 tys.        | 1,1%             |
| Kościół Pełnej Ewangelii Mulu Wengel (zielonoświątkowcy) | 823 tys.        | 0,97%            |
| Kościół katolicki                                        | 610 tys.        | 0,72%            |
| Zielonoświątkowy Kościół Świętości                       | 571 286         | 0,67%            |
| Heywet Birhane (Zbory Boże)                              | 530 tys.        | 0,62%            |
| Meserete Kristos (mennonici)                             | 318 tys.        | 0,37%            |
| Kościół Adwentystów Dnia Siódmego                        | 237 tys.        | 0,28%            |
| Birhane Wengel (baptyści)                                | 176 tys.        | 0,21%            |
| Misgana Church                                           | 149 tys.        | 0,18%            |
| Sefer Genet (zielonoświątkowcy)                          | 144 tys.        | 0,17%            |
| Kościół Chrystusowy                                      | 93 936          | 0,11%            |
| Bahaizm                                                  | 17 tys.         | 0,02%            |
| Świadkowie Jehowy                                        | 11 074 (2022)   | 0,01%            |